# Dihydroxymethylideen
Dihydroxymethylideen is een organische verbinding met de formule {\displaystyle {\ce {C(OH)2}}}. Het is een instabiel tautomeer van mierenzuur. Er zijn geen bewijzen dat de verbinding aanwezig is in oplossingen, maar in de gasfase is de stof aangetoond.  Een groot aantal gerelateerde, in meerdere of mindere mate, stabiele carbenen van deze stof is beschreven.

## Synthese en eigenschappen
Dihydroxymethylideen wordt geproduceerd in hoog vacuüm uit oxaalzuur:
{\displaystyle {\ce {C2O4H2\ ->[{\ce {\Delta }}][{\ce {vaccuum}}]\ C(OH)2\ +\ CO2}}}
Het molecuul vertoont een gehoekte structuur met een O-C-O-hoek van 105,6°.
De stof is stabiel bij 10 K, bij hogere temperaturen isomeriseert het naar mierenzuur.
De geconjugeerde base van dihydroxymethylideen is het carboniet-anion, {\displaystyle {\ce {CO2^{2-}}}}.